# Iglesia de Santa María del Barri
La iglesia de Santa Maria del Barri se encuentra en la población de Tona en la comarca catalana de Osona.

## Historia
Fueron sus fundadores Miró Gotmar y su esposa Eicolina, que mandaron reconstruirla en el año 1073, sobre otra documentada en el año 1011. Por los destrozos sufridos durante los terremotos de 1425, fue restaurado, por los señores de Barri o Desbarri, que más tarde cedieron sus derechos de propiedad al Mas Planell, los cuales los conservaron hasta el siglo XVIII, cuando la iglesia pasó a ser parroquial en substitución de la de Sant Andreu del Castell de Tona.
Su última restauración fue en 1992 realizada por la Generalidad de Cataluña.

## El edificio

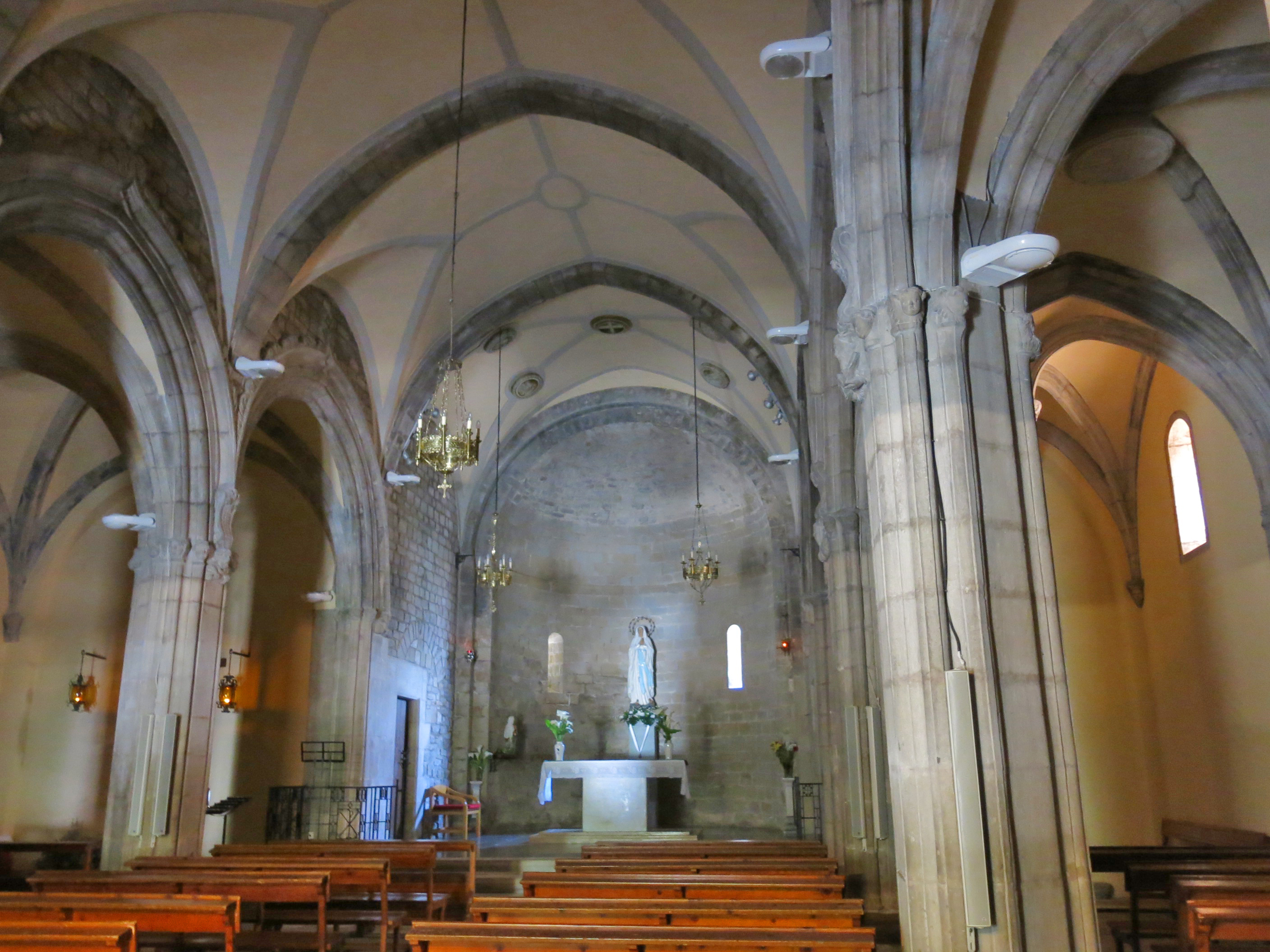
Interior de la iglesia.

Del siglo XII, originalmente tenía una sola nave, pero en sus reconstrucciones se amplió a tres naves, sostenidas por pilares y arcos góticos con claves de bóveda esculpidas. Tiene un ábside semicircular cubierto con una bóveda de cuarto de esfera. En la parte exterior sin ornamentación, se puede observar en un contrafuerte del ábside un relieve representando la figura de un cuadrúpedo.
El campanario es de planta cuadrada de cuatro pisos, con ventanas dobles separadas por una columnilla con capitel en el primer piso y con ventanas de arco de medio punto en el resto.